# ロデシア眼虫
ロデシア眼虫（ロデシアがんちゅう、学名：Thelazia rhodesi）は、ウシ、スイギュウ、ヒツジ、ヤギの結膜嚢、瞬膜下、ときに類菅や眼球内に寄生する線虫の一種。体長は♂8-12mm、♀12-21mm、中間宿主はイエバエ類、プレパテント・ピリオドは20-25日である。ロデシア眼虫は流涙、結膜の充血、腫脹、角膜混濁などの原因となることがある。